# لوئی-رنه دفورت
لوئی-رنه دفورت (به فرانسوی: Louis René Pineau des Forêts) نویسنده قرن بیستم میلادی اهل فرانسه بود.